# MTV Video Music Brasil 1998
O Video Music Brasil 1998 foi a quarta edição da premiação realizada pela MTV Brasil. Ocorreu em 13 de agosto de 1998 e foi transmitido ao vivo de São Paulo. Esta edição foi apresentada cantor Carlinhos Brown.  Concorriam clipes nacionais produzidos entre junho de 1997 e maio de 1998.
Além das premiações das categorias, foram concedidos três premiações especiais: para Caetano Veloso (por sua "atitude" em "Não Enche"), para Chelpa Ferro (pela "inovação" em "Alerte Cabra da Peste") e para Skank (pela "ousadia de mexer em time que está ganhando", por "Poconé").

## Categorias
| Categoria                     | Vencedor | Indicados |
| ----------------------------- | --- | --- |
| Videoclipe do Ano             | Os Paralamas do Sucesso — Ela Disse Adeus                                                                    | - Caetano Veloso — Não Enche - Cidade Negra — Realidade Virtual - Raimundos — Andar na Pedra - Racionais MC's — Diário de um Detento |
| Escolha da Audiência          | Racionais MC's — Diário de um Detento                                                                        | - Barão Vermelho — Puro Êxtase - Biquini Cavadão — Janaína - Charlie Brown Jr. — Proibida Pra Mim - Cidade Negra — Realidade Virtual - Claudinho & Buchecha — Quero Te Encontrar - Daúde — Pata Pata - Engenheiros do Hawaii — A Montanha - Fernanda Abreu — Jack Soul Brasileiro - Gabriel, o Pensador — Cachimbo da Paz - Ira! — Eu Não Sei (I Can't Explain) - Jota Quest — Onibusfobia - Lulu Santos — Hyperconectividade - Maskavo — Djorous - O Rappa — Vapor Barato - Os Paralamas do Sucesso — Ela Disse Adeus - Pato Fu — Antes Que Seja Tarde - Planet Hemp — Adoled - Raimundos — Andar na Pedra - Soulfly — Bleed |
| Artista Revelação             | Charlie Brown Jr. — Proibida Pra Mim                                                                         | - Lenine — Dois Olhos Negros - Pedro Luís e a Parede — Pena de Vida - Thalma — Eu Quero Tanta Coisa - Zeca Baleiro — Bandeira |
| Videoclipe de Pop             | Os Paralamas do Sucesso — Ela Disse Adeus                                                                    | - Cidade Negra — Realidade Virtual - Ivo Meirelles e Funk'n'Lata — O Coro Tá Comendo - Gabriel, o Pensador — Cachimbo da Paz - Pato Fu — Antes Que Seja Tarde |
| Videoclipe de Rock            | Raimundos — Andar na Pedra                                                                                   | - Barão Vermelho — Puro Êxtase - Edgard Scandurra — Tudo o Que Eu Quero - Mundo Livre S/A — Bolo de Ameixa - Soulfly — Bleed |
| Videoclipe de Rap             | Racionais MC's — Diário de um Detento                                                                        | - Doctor MC's — Tik Tak - Pavilhão 9 — Grito de Liberdade - PMC e DJ Deco - Vamo Falá - Thaíde & DJ Hum — Sr. Tempo Bom |
| Videoclipe de MPB             | Caetano Veloso — Não Enche                                                                                   | - Daniela Mercury — Feijão de Corda - Lenine — Dois Olhos Negros - Só Pra Contrariar — Minha Metade - Zeca Baleiro — Bandeira |
| Democlipe                     | Paulo Francis Vai Pro Céu — Perdidos no Espaço                                                               | - Cabeçudoss — PNC (P*rrada Na Cabeça) - Câmbio Negro — Pega a Manha - Personagens — Próprio Palavreado - Vulgue Tostoi — Vapor Barato |
| Direção em Videoclipe         | Os Paralamas do Sucesso — Ela Disse Adeus (Diretores: Andrucha Waddington, Breno Silveira e Toni Vanzollini) | - Caetano Veloso — Não Enche (Diretora: Monique Gardenberg) - Cidade Negra — Realidade Virtual (Diretor: Oscar Rodrigues Alves) - Pato Fu — Antes Que Seja Tarde (Diretor: Hugo Prata) - Racionais MC's — Diário de um Detento (Diretores: Mauricio Eça e Marcelo Corpani) |
| Edição em Videoclipe          | Lulu Santos — Hyperconectividade (Editor: Sérgio Mekler)                                                     | - AD — AD#2 (Editor: Jarbas Agnelli) - Chelpa Ferro — Alerte Cabra da Peste (Editor: Sérgio Mekler) - Cidade Negra — Realidade Virtual (Editor: Oscar Rodrigues Alves) - Os Paralamas do Sucesso — Ela Disse Adeus (Editores: Sérgio Mekler e Joana Ventura) |
| Direção de Arte em Videoclipe | Os Paralamas do Sucesso — Ela Disse Adeus (Diretor de arte: Toni Vanzollini)                                 | - Cidade Negra — Realidade Virtual (Diretores de arte: Marcos Sachs e Luciano Cury) - Lenine — Dois Olhos Negros (Diretores de arte: Beto Grimaldi e Helena Pessoa) - Lulu Santos — Hyperconectividade (Diretor de arte: Toni Vanzollini) - Pato Fu — Antes Que Seja Tarde (Diretora de arte: Cláudia Briza) |
| Fotografia em Videoclipe      | Os Paralamas do Sucesso — Ela Disse Adeus (Diretor de fotografia: Breno Silveira)                            | - Cidade Negra — Realidade Virtual (Diretor de fotografia: Adriano Goldman) - Ed Motta — Daqui Pro Méier (Diretores de fotografia: Breno Silveira e Dudu Miranda) - Pato Fu — Antes Que Seja Tarde (Diretor de fotografia: Adriano Goldman) - Raimundos — Andar na Pedra (Diretores de fotografia: Breno Silveira e André Horta) |

## Shows
- Charlie Brown Jr. - Proibida Pra Mim
- Sepultura com Jason Newsted - Roots Bloody Roots
- Bezerra da Silva, Martinho da Vila e Marcelo D2
- Rita Lee e Milton Nascimento - Mania de Você
- Racionais MC's - Capítulo 4, Versículo 3